# Marie Schneiderová-Zubaníková
Marie Schneiderová-Zubaníková v matrice ještě Josefa Karolina (14. března 1900 České Budějovice – 11. září 1966 Maryland) byla česko-americká stavební inženýrka a architektka.

## Životopis
Narodila se v rodině Bohumila Zubaníka, vrchního inženýra c. k. státních drah v Českých Budějovicích a Boženy Zubaníkové-Váňové. Jejím manželem byl Josef Z. Schneider (* 4. 4. 1897).
Dne 30. června 1923 jako první žena v ČSR ukončila studium z pozemního stavitelství na ČVUT v Praze. Roku 1924 byla Masarykovou akademií práce, jako první česká inženýrka, vyslána na stáž do USA. Od roku 1925 do 1929 pracovala jako návrhářka v Chicagu u společnosti Building Material Dep't Lears Roebuck. V této společnosti pracovala na velkém projektu společnosti nové továrny v přístavní čtvrti v New York-New Jersey, kde zpracovávala výpočty pro posílení betonové konstrukce. Na technické vysoké škole navštěvovala přednášky z reklamy, ekonomiky a účetnictví. V lednu 1928 byla zvolena místopředsedkyní Americké asociace československých inženýrů v Chicagu, kde se setkala s jejím předsedou Ing. Dr. Josefem Schneiderem.
V roce 1929 se vrátila do Československé republiky, kde byla jmenována technickou poradkyní PhDr. Alice Masarykové, předsedkyně ČČK. Pracovala jako vedoucí hygieny bydlení v Ústavu veřejného zdraví v Praze. V letech 1938/1939 se vrátila s manželem do USA.
V Praze XIII bydlela na adrese Ctiradova 857.

## Dílo

### Publikace
- Racionální plán bytu a domácnosti[2]
- Hygiena bydlení
- Nejmenší byty
- Americké rodinné domky a zahrádky
- Vytápění rodinných domků
- Racionální odstraňování odpadků
- Americká stadia
- Americké mrakodrapy